# دی‌تیازانین یدید
دی تیازانین یدید (انگلیسی: Dithiazanine iodide) نوعی ترکیب شیمیایی است که در دامپزشکی برای درمان عفونت‌های کرمی سگ‌ها استفاده می‌شود.